# Gustav Heinrich Bassermann

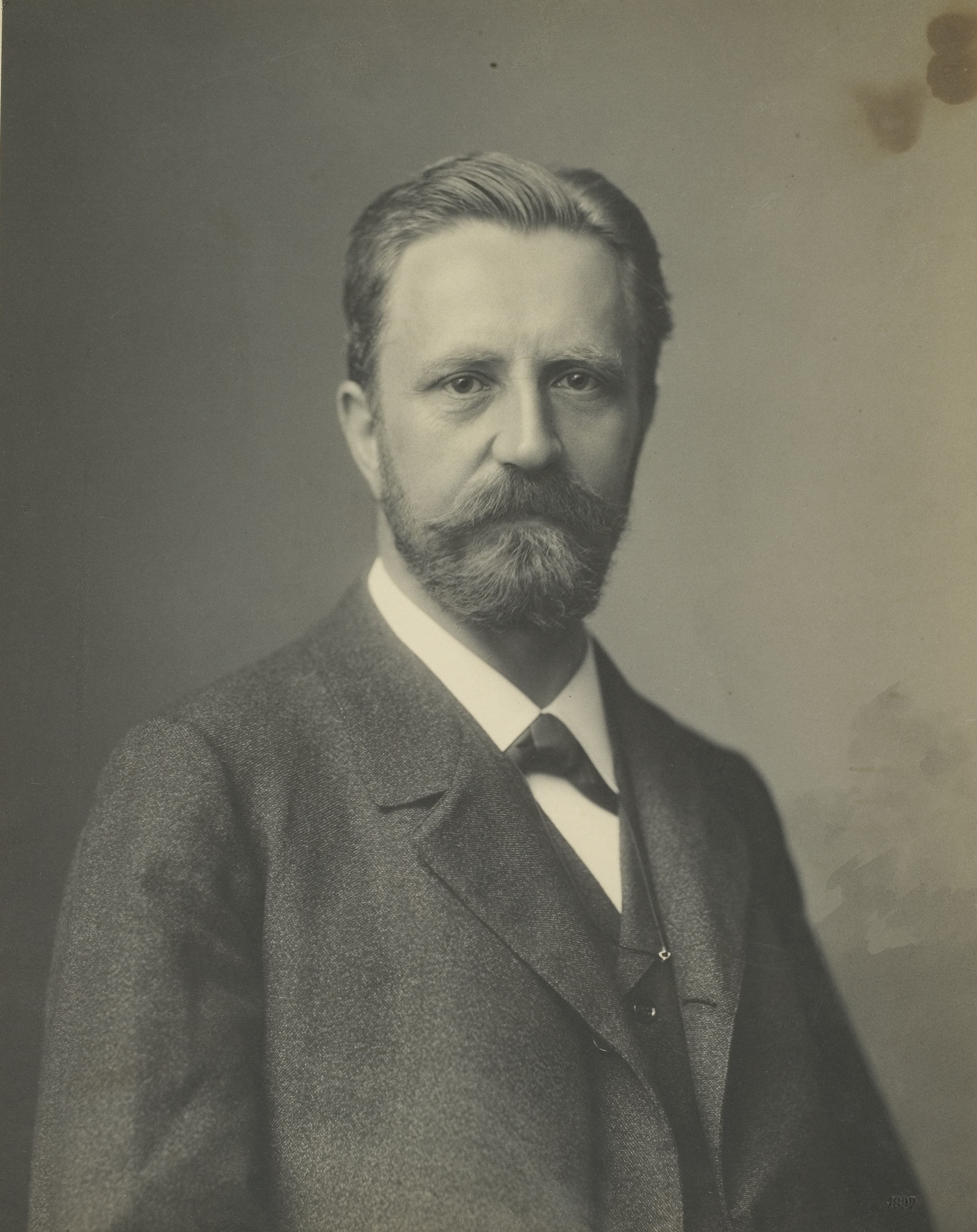
Gustav Heinrich Bassermann

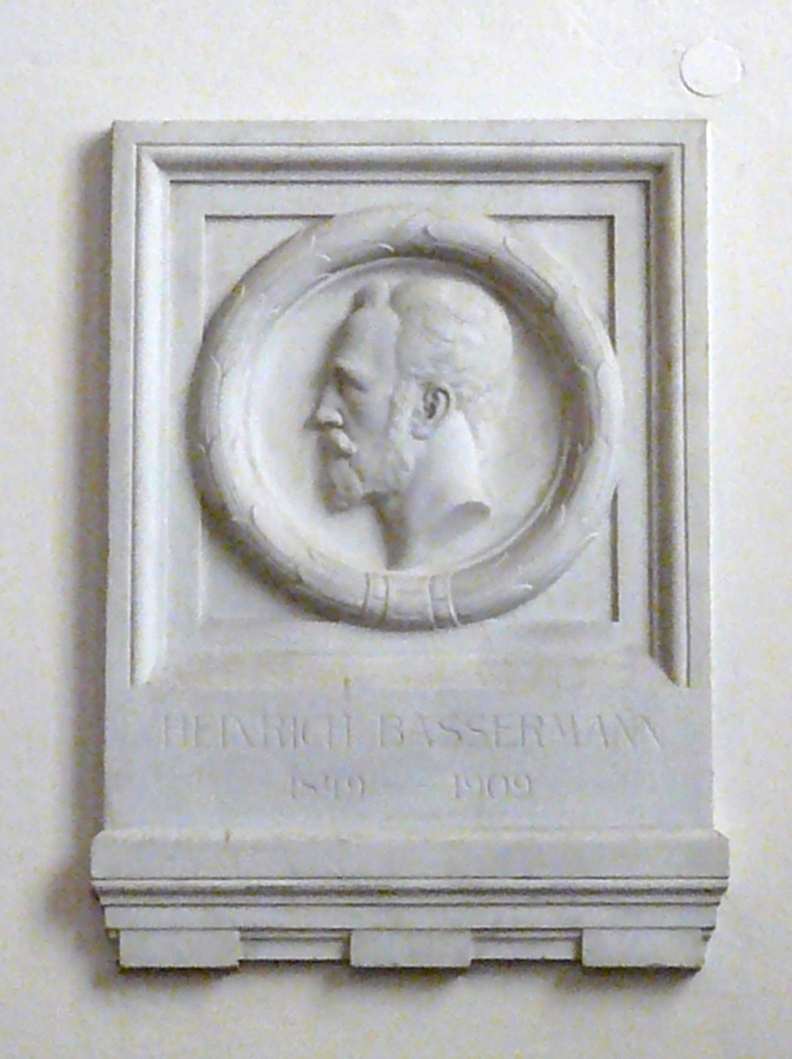
Gedenktafel für Gustav Heinrich Bassermann in der Peterskirche in Heidelberg

Gustav Heinrich Bassermann (* 12. Juli 1849 in Frankfurt am Main; † 29. August 1909 in Samaden, Schweiz) war ein deutscher evangelischer Theologe.

## Leben
Er war ein Sohn von Friedrich Daniel Bassermann.
1876 wurde er an der Universität Heidelberg außerordentlicher Professor für praktische Theologie und 1880 ordentlicher Professor. Ab 1886 war er Direktor des badischen Predigerseminars. Um 1875–1900 gab er zusammen mit Rudolph Ehlers die Zeitschrift für praktische Theologie heraus.

## Veröffentlichungen
- Die praktische Theologie als eine selbständige, wissenschaftliche theologische Disciplin. Heidelberg 1896